# Anversa degli Abruzzi
Anversa degli Abruzzi ist eine italienische Gemeinde mit 308 Einwohnern (Stand 31. Dezember 2023) in der Provinz L’Aquila (Abruzzen) und ist Mitglied der Vereinigung I borghi più belli d’Italia (Die schönsten Orte Italiens).

## Geschichte
Im Catalogus baronum des Normannenkönigs Roger II. von 1150 wird das Land um Anversa als Besitz einem Simon de Sangro zugeordnet. Bereits 1187 existierte hier eine Gerichtsbarkeit für Zivilangelegenheiten und Verbrechen. Der Nachfolger war Raynaldus de Sangro.
Das lediglich noch aus Ruinen bestehende normannische Kastell hatte 1406 Antonio da Sangro errichten lassen. Unter dem Mäzenatentum des Grafen Gianvincenzo Belfrato wurde 1539 hier die Accademia letteraria degli Addormentati, die erste Akademie der Abruzzen, gegründet, die bis 1631 existierte. Daran erinnert noch das Portal der Kirche Madonna delle Grazie aus dem 16. Jahrhundert.

## Sehenswertes
Neben den Kastellruinen gibt es in Anversa degli Abruzzi noch einige sehenswerte Bauwerke:
- die dreischiffige Kirche Santa Maria delle Grazie (XVI. Jh.) in romanischem Stil.
- die Kirche San Marcello (XI. Jahrhundert) in romanischem Stil mit einem spätgotischen Portal.
- Mauerreste der Kirche San Vincenzo (XIII. Jahrhundert), an der 1333 ein Mönch begraben wurde.

## Weinbau
In der Gemeinde werden Reben der Sorte Montepulciano für den DOC-Wein Montepulciano d’Abruzzo angebaut.